# Талассемтан
Національний парк Талассемтан (араб. منتزه تلاسمطان الوطني) — національний парк на півночі Марокко, у гірському хребті Ер-Риф. Парк площею 589.5 км² був створений у жовтні 2004 року задля збереження останніх у країні ялицевих лісів. Входить до попереднього списку Світової спадщини ЮНЕСКО.
У парку також ростуть інші види рослин-ендеміків Магрибу та Іспанії, як-от кедр атласький, що перебуває під загрозою зникнення, та беладона бетійська (Atropa baetica). У Талассемтані мешкають понад 100 видів різноманітних птахів, зокрема ягнятник (орел-бородань). В лісі живуть берберські макаки, алжирські їжаки та ін..

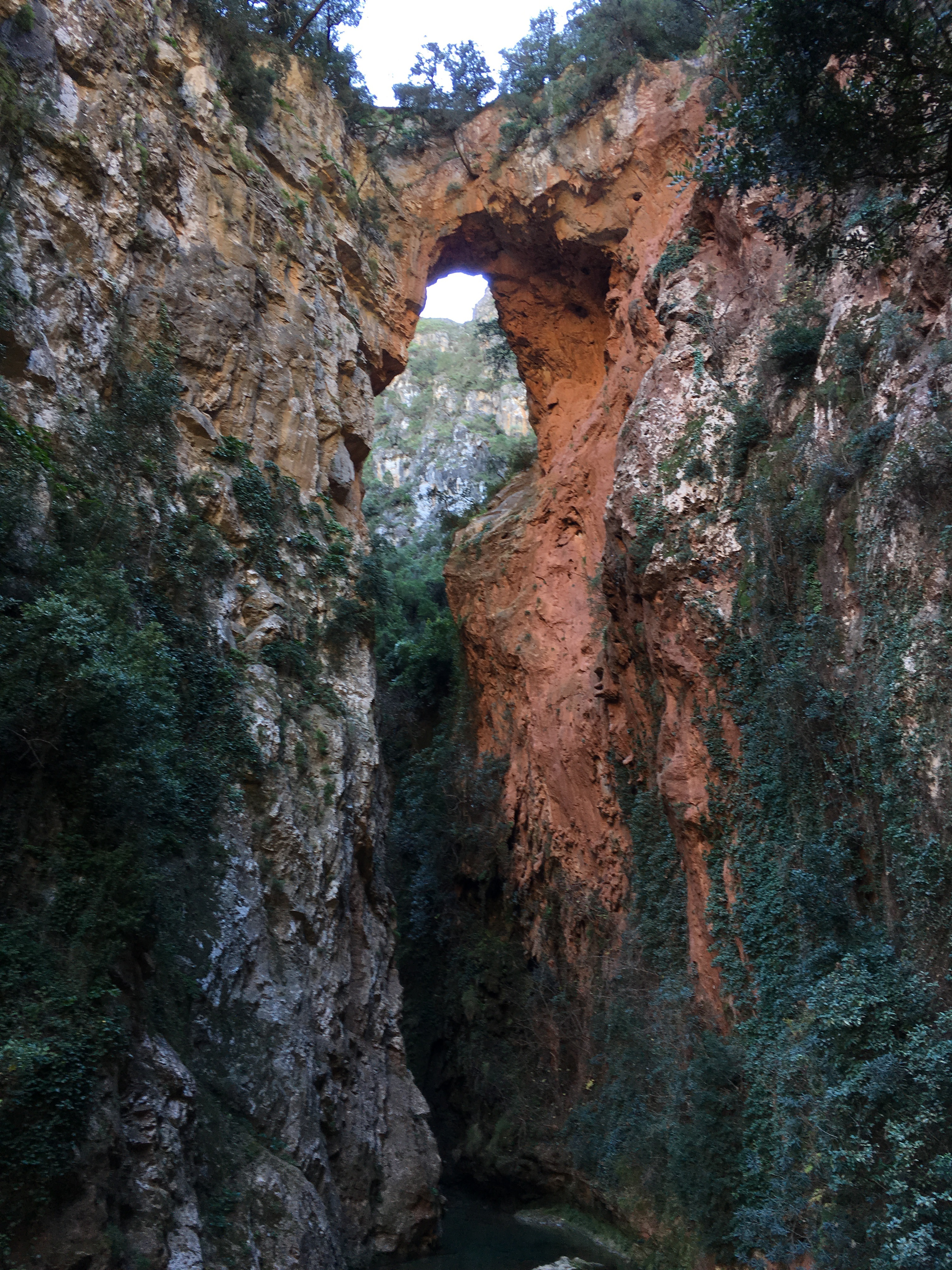
«Міст Бога» в Національному парку Талассемтан

Талассемтан розташований у регіоні Танжер — Тетуан — Ель-Хосейма. Близькість національного парку до «блакитного міста» Шафшавана зумовлює його популярність з-поміж туристів. Висота парку над рівнем моря коливається від 350 до 1050 метрів. З 1997 року Талассемтан є об'єктом попереднього списку Світової спадщини ЮНЕСКО.